# Nurteria depressa
Nurteria depressa är en tvåvingeart som först beskrevs av Octave Parent 1935.  Nurteria depressa ingår i släktet Nurteria och familjen styltflugor.
Artens utbredningsområde är Kongo. Inga underarter finns listade i Catalogue of Life.